# Punish
Punish è un singolo della cantautrice statunitense Ethel Cain, pubblicato il 1° novembre 2024 come primo estratto dal secondo album in studio Perverts.

## Video musicale
Il video musicale, diretto da Ethel Cain e da Silken Weinberg, è stato pubblicato il 1° novembre 2024 attraverso il canale YouTube della cantante.

## Accoglienza
La critica specializzata ha apprezzato il brano, che è stato posizionato al 19º posto nella classifica della rivista Dazed dei migliori brani pubblicati nel corso del 2024, mentre Billboard l'ha definita una delle canzoni a tema LGBTQ pride migliori dell'anno.